# Шанън (река)
Вижте пояснителната страница за други значения на Шанън.
Шанън (на ирландски: An Sionainn Ан-Шинанн; на английски: Shannon) е най-дългата река в Ирландия (графства Каван, Лийтрим, Роскомън, Лонгфорд, Уестмийт, Офали, Голуей, Типърари, Клеър и Лимерик), вливаща се в Атлантическия океан. Дължина 361 km, площ на водосборния басейн 16 865 km².

## Географска характеристика
Река Шанън води началото си на 602 m н.в., от западното подножие на масива Куилка (665 m, на границата със Северна Ирландия), в графство Каван (северната част на Ирландия). По цялото си протежение тече предимно в южна посока през Централната Ирландска равнина, като протича през редица езера (Лох Ален, Лох Ри, Лох Дерт и др.), с бавно и спокойно течение, в широка и плитка долина. Влива се в Атлантическия океан при град Лимерик като образува дълъг 97 km естуар.
Водосборният басейн на Шанън обхваща площ от 16 865 km², което представлява 24% от територята на Ирландия. Речната ѝ мрежа е двустранно развита с предимно къси, но много пълноводни притоци. На югоизток, юг, запад и север водосборният басейн на Шанън граничи с водосборните басейни на реките Бароу, Шур, Мейг, Клер, Мой, Уенмор, Ерн и други по-малки, вливащи се в Атлантическия океан, а на изток – с водосборните басейни на реките Бойн и Лифи (от басейна на Ирландско море).
Основни притоци:
- леви – Камлин, Ини (89 km, 1254 km²), Бросна (79 km, 1248 km²), Ненах, Малкир;
- десни – Дифалер, Бойл (64 km, 725 km²), Маунтин, Сак (133 km, 1600 km²), Грейни.[1]

Шанън има предимно дъждовно подхранване с почти целогодишно пълноводие, с максимум през есента и зимата и слабо изразено лятно маловодие. Среден годишен отток в устието около 200 m³/sec.

## Стопанско значение, селища
Шанън има важно транспортно и хидроенергийно значение за Ирландия. Тя е плавателна за плиткогазещи речни съдове почти по цялото си протежение, а до град Лимерик по време на прилив (височина до 5,4 m) навлизат морски кораби. Чрез два плавателни канала (Гранд канал и Ройял канал) Шанън се свързва с пристанището на столицата Дъблин на източното крайбрежие. На 15 km преди Лимерик надясно от реката се отклонява голям канал, водата на който захранва най-голямата ВЕЦ в Ирландия „Арднакраш“. 
Долината на реката е гъсто заселена, като най-големите селища са градовете: Карик он Шанън, Атлоун и Лимерик.